# Recuerdo de viaje

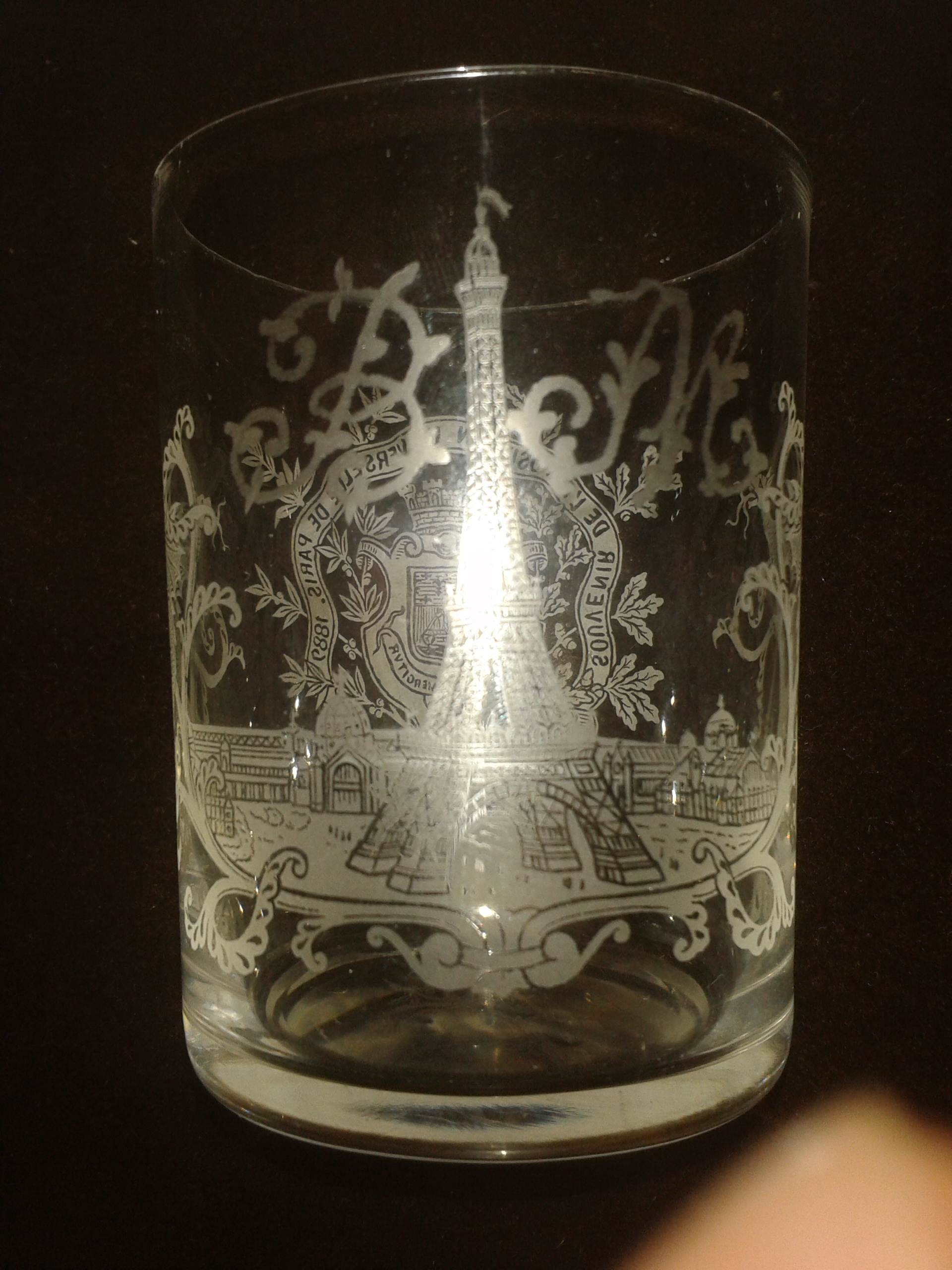
Recuerdo de la inauguración de la Torre Eiffel en París en 1889.

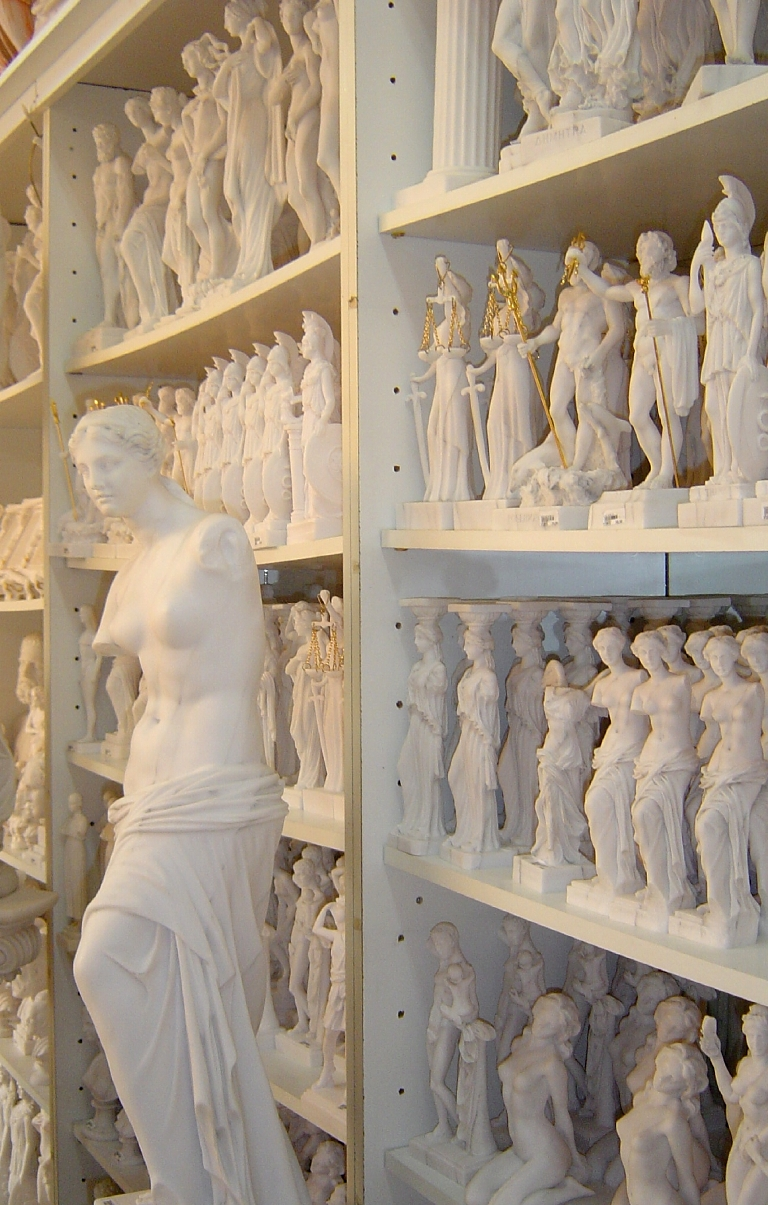
Recuerdos de Grecia.

Un recuerdo de viaje, también conocido como suvenir (adaptación de la voz francesa souvenir), es un objeto que atesora las memorias que están relacionadas con él. Esto es análogo a la explotación psicológica del condicionamiento clásico. Por ejemplo, si un viajero compra un recuerdo en unas vacaciones memorables, muy probablemente asociará dicho recuerdo a las vacaciones y recordará ese momento especial cada vez que mire el objeto. Incluso a veces tales artículos están marcados o grabados para indicar que su valor es de índole sentimental más que práctica.
Los viajeros compran a menudo recuerdos como regalos para sus seres queridos al regresar de algún lugar de interés turístico. Esto es común en muchas culturas. En Camerún, por ejemplo, la idea es que alguien que puede permitirse viajar puede también permitirse traer algo (cadeau) para los que no puedan. El pan francés es un cadeau particularmente popular. En Japón, a estos recuerdos se les conoce como omiyage y se compran para ser compartidos con los compañeros de trabajo y con familiares. Las ventas del omiyage se han vuelto un gran negocio en los sitios turísticos del Japón. En muchas estaciones de tren y aeropuertos venden estos regalos a modo de que los viajeros puedan comprar un omiyage de última hora antes de volver a casa.
Los recuerdos pueden incluir artículos caseros, como por ejemplo camisetas, ceniceros, reproducciones de edificios, libretas, postales, joyas, sombreros o tazas, entre muchos otros.
Como así también pueden incluir los recuerdos de eventos importantes, como ser, por ejemplo, una boda o un nacimiento. Este tipo de obsequios suelen ser un detalle creativo, que hace que los visitantes recuerden por siempre el evento al que fueron.

## El souvenir: objeto marginal y kitsch
Además de su simple acepción como objeto de recuerdo, la palabra souvenir esconde una gran connotación como proyección de un objeto marginal entre el arte y el diseño que puede a veces recordar a los objetos kitsch, ya que funciona como máximo exponente de la baratija. Esta problemática nace en el contexto del surgimiento de la industria, en tanto que los objetos respondían al parámetro de su funcionalidad, pero también al de su forma.  
Se habla de este objeto de recuerdo como un objeto marginal según el ‘Sistema de los objetos’ desarrollado por el filósofo francés Baudrillard, los cuales entrarían ya en el sistema disfuncional en tanto que los objetos no responden a una funcionalidad técnica/práctica sino que esconden detrás un discurso subjetivo, en los deseos que se esconden tras cuatro palabras que el autor relaciona con los mismos objetos: ‘testimonio, recuerdo, nostalgia y evasión’ y cuya apariencia muestra lo singular, lo barroco, lo exótico, lo antiguo y lo folklórico.  
Estas cuatro palabras recogen la necesidad del souvenir por ‘funcionar’ como una evasión de la realidad y del presente y por tanto una evocación al pasado perdido, y es a través del campo del diseño que traduce a los ciudadanos como consumidores, que utiliza la estética para mostrar la mediación entre el objeto y el recuerdo. 
‘Buscamos el refugio en los trozos de la historia porque ahí podemos recuperar los trazos de nuestras identidades’.
Esto solo alimenta el mito nostálgico de contacto y presencia, la relación vivida del cuerpo respecto al mundo fenomenológico a través de la búsqueda de la experiencia auténtica y del objeto auténtico, la cual es cada vez más abstracta y alusiva si tratamos el término souvenir. En el proceso de distanciamiento entre souvenir y sujeto, la memoria se coloca fuera de uno mismo y la experiencia con el objeto se satura de significados que hacen que se escapen del individuo.  
El objeto souvenir puede responder al principio de inadecuación que Abraham Moles relaciona con el kitsch en tanto que el objeto de recuerdo está bien y mal ejecutado; bien según el plano tecnológico de su realización y mal porque se produce una distorsión de su concepción, como se mencionaba antes en tanto que responden a una alteración en su adaptación al ambiente de manera natural mostrando una evidencia en el plano connotativo por dicha disrupción. El aspecto artesanal de los objetos ha sucumbido a la multiplicidad de los objetos kitsch y ha alimentado el poder de este en su uso turístico, convirtiendo el souvenir como muestra Walter Benjamin en una reliquia secularizada que funciona de activador del recuerdo del sujeto. Es decir, la reminiscencia al pasado a partir de una pertenencia ‘muerta’. El souvenir es la respuesta matérica a la reproductibilidad técnica que, a pesar de su falta de singularidad, acaba en la idea del fetiche. 
Esta falta de singularidad se traduce en la falta de autenticidad, en la idea de que el progreso es la pérdida de esta y que es el turismo y el consumo de masas lo que construye este sistema de objetos sometido a una progresiva mercantilización. 